# ドコモコミュニティ
ドコモコミュニティとはかつて株式会社NTTドコモが提供していた携帯電話を利用したソーシャル・ネットワーキング・サービスである。

## 概要
NTTドコモの携帯電話を使って、自分の日記、アルバム、自身のプロフィールを、家族や友達に公開したり、グループで伝言板やスケジュール、アルバムを共有することができる。自身のプロフィールや日記などを、「友達まで公開」「友達の友達まで公開」といったように、アクセスを制限することもできる。利用料金は無料である。
iメニュー→メニューリスト→ドコモコミュニティ
また2009年7月7日からパソコンからの利用が可能となった。利用者は専用のログインページからdocomo IDとパスワードを入力してアクセスする。PC版のページでは、新着情報、友達の新着情報、友達の一覧、今後の予定などが確認できるのに加え、PC版だけの機能として、家族や友達の日記やアルバムの中で、コメントが多く盛り上がっている話題があった場合に表示される「HOTな話題」の項目が閲覧可能。またPCのWebブラウザから画像置き場へ写真を簡単にアップできる「画像アップロード機能」などが搭載された。
その後、スマートフォンを含めた市場の変化に伴い、2012年12月10日をもってサービスを終了する予定と発表した。サービスの終了に先立ち2012年7月31日をもって新規申込受付を終了した。

## 対応機種
下記の機種を除いた全iモード対応FOMA端末。
NM706i､NM705i､NM850iG､N2701､F2102V､N2102V､P2102V､F2051､N2051、D2101V､P2101Ｖ､SH2101V､T2101V､N2002､P2002､N2001

## 歴史
- 2009年3月2日 - サービス開始
- 2009年7月7日 - パソコンからの利用が可能となる
- 2009年7月22日 - 会員数10万人突破
- 2010年3月30日 - 日記にデコメが利用可能になる
- 2010年4月22日 - EZwebやYahoo!ケータイへコミュニティーの招待が可能になる。
- 2012年7月31日 - 新規申込み受付終了
- 2012年12月10日 - サービス終了